# دانيال بروس
دانيال بروس (بالإنجليزية: Daniel Bruce)‏ (20 أكتوبر 1870 في المملكة المتحدة - 6 فبراير 1931) هو لاعب كرة قدم بريطاني (وحمل سابقاً جنسية المملكة المتحدة لبريطانيا العظمى وأيرلندا) في مركز الهجوم. شارك مع منتخب اسكتلندا لكرة القدم. أما مع النوادي، فقد لعب مع برمنغهام سيتي ونادي رينجرز ونادي سانت ميرين ونوتس كاونتي وفايل أوف ليفن ‏.

## وصلات خارجية
- دانيال بروس على موقع قاعدة بيانات كرة القدم.إي يو (الإنجليزية)